# Гурвич, Ефим Григорьевич
Ефим Григорьевич Гурвич — советский хозяйственный, государственный и политический деятель.

## Биография
Родился в 1917 году в Баку. Член КПСС с 1941 года.
С 1936 года — на хозяйственной, общественной и политической работе. В 1936—1986 гг. — ответработник печати, ответственный секретарь газеты «Молодой рабочий», корреспондент, заведующий отделом, заместитель директора в Азербайджанском телеграфном агентстве, директор Азеринформа.
Член Союза журналистов СССР.
Избирался депутатом Верховного Совета Азербайджанской ССР 4-11-го созыва. Член ЦК КП Азербайджана.
Умер в Баку в 1987 году.
Сын — Григорий Ефимович Гурвич — театральный режиссёр, драматург и телеведущий.

## Отзывы
Директором нашего агентства был Ефим Григорьевич Гурвич — однофамилец того самого Абрама Гурвича, с которым когда-то свела судьба Макогонова в кафе «Феномен». Ефим Григорьевич был личностью весьма примечательной. 40(!) лет возглавлял он агентство и был не только патриархом бакинской журналистики, но и весьма авторитетным человеком, с мнением которого считались руководители республики. Апогея своего влияния он достиг в бытность первым секретарем ЦК Компартии Азербайджана Гейдара Алиева, который приблизил к себе Гурвича и часто пользовался его советами. Но и после отъезда Алиева в Москву в 1982 году на пост первого заместителя Председателя Совмина СССР Гурвич оставался в Баку достаточно влиятельной персоной.